# WarioWare: Twisted!
WarioWare:Twisted! (Mawaru Made in Wario) è un videogioco rompicapo per Nintendo Game Boy Advance, secondo capitolo della serie Wario Ware dopo  WarioWare, Inc.: Mega Party Game$ e WarioWare, Inc- Mega Microgames. Mai distribuito in Europa, il titolo supporta il controllo del sensore giroscopico della piattaforma a differenza del classico uso dei tasti direzionali.

## Trama
Un giorno Wario decise di divertirsi giocando con il suo Game Boy Avance, ma si arrabbiò subito dopo aver perso a un mini gioco e la sua ira fu così maggiore che distrusse accidentalmente la console. Preso dalla disperazione, Wario andò a chiedere aiuto al Dr. Crygor per farsi ricostruire il Game Boy Advance. Questi inserì allora la piattaforma all'interno della sua macchina gravitazionale, dalla quale tuttavia non ne uscì la versione aggiustata, ma milioni di altre console che consentivano al giocatore di giocare solo rivoltando le direzioni della console. Wario decise così di far distribuire le console sotto la direzione della WarioWare Inc, con l'unico obbiettivo di fare soldi a palate. In breve tempo i videogiochi di Wario hanno un grandissimo successo, ma durante la produzione dei titoli Wario finì per errore nella  macchina del Dr. Crygon e ne uscì per la prima volta con le vesti di Wario-Man, supereroe attratto solo dalla ricchezza. Il Dr. Crygon rinchiuse Wario nella sua macchina con l'intento di recuperargli le sue vesti normali, ma l'invenzione finì per salire nello spazio dove si trasformò in un robot di enormi dimensioni manovrato da Wario. L'androide viene infine distrutto da Orbulon in quanto creduto un nemico spaziale e Wario cade sulla Terra dove perde i suoi poteri di Wario-Man.

## Personaggi utilizzabili
- Wario
- Mona
- Jimmy T.
- Kat e Ana
- La gente di Jimmy
- Dribble e Spitz
- Dr. Crygor
- Orbulon
- 9-Volt e 18-Volt
- Wario-Man